# Johann David Heinichen
Johann David Heinichen, född den 17 april 1683 nära Weißenfels, död den 16 juli 1729 i Dresden, var en tysk musiker.
Heinichen utbildades vid Thomasskolan i Leipzig, var en tid advokat, men debuterade snart som operakompositör. Åren 1713–18 uppehöll sig Heinichen i Italien och fick där sina operor uppförda. År 1718 blev han hovkapellmästare hos August den starke av Sachsen. Heinichen skrev förutom operor en mängd kantater samt mässor, serenader och annat. Han skrev en omfångsrik lärobok Der Generalbass in der Composition (1728), i vilken han "gentemot det skolmässiga pedanteriet framhöll vikten av det melodiska elementet och känslans sanna uttryck".

## Verk
- Se Verklista för Johann David Heinichen